# Tiamat
Tiamat je čudovište iz kaosa u babilonskoj mitologiji, praiskonska božica oceana, koja je u braku s Abzuom (bogom Svježe Vode) rodila mlađe bogove. Znanstvenici predlažu da postoje dva dijela mita o Tiamat, od kojih prvi predstavlja Tiamat kao "stvoriteljicu" koja je u "svetom braku" između soli i svježe vode, mirnim putem stvorila svemir kroz naredne generacije. U drugoj verziji, znanoj kao "Borba kaosa", Tiamat se smatrala monstruoznim utjelovljenjem praiskonskog kaosa. Iako ne postoji njezin raniji prethodnik, neki izvori ju identificiraju sa slikom morske zmije ili zmaja. U ""Enuma Elišu", babilonskom epu stvaranja, ona daje temelj prvoj generaciji božanstava; ona kasnije ulazi u sukob s njima kada ju ubija gromovnik Marduk. Nebo i zemlja su oblikovani od njezina podijeljena tijela.
Tiamat je još bila poznata kao Thalattē (kao varijanta grčke riječi "thalassa" u značenju "more") u prvoj knjizi autora Berosa, helenističko-babilonskoj univerzalnoj povijesti. Smatra se da je ime Tiamat ispušteno u raznim prijevodima originalnih religijskih tekstova s obzirom na to da su neki akadski prepisivači teksta "Enuma Eliš" zamijenili uobičajenu riječ za "more" s Tiamat, jer su ta dva imena postala u osnovi ista, zahvaljujući njihovoj uzajamnoj vezi.